# Sé de Santa Catarina
A Sé de Santa Catarina é uma catedral dedicada à Santa Catarina de Alexandria, situada em Goa Velha. Faz parte do conjunto pertencente ao patrimônio da Humanidade de Igrejas e Conventos de Goa e é a sé episcopal da Arquidiocese de Goa e Damão. É uma construção grandiosa portuguesa revelando uma vontade de impressionar com a “riqueza, poder e fama dos portugueses que dominavam os mares desde o Atlântico até ao Pacífico”. É considerada a maior igreja construída pelos portugueses em todo o mundo.

## História
Uma capela foi construída para comemorar a vitória portuguesa de Afonso de Albuquerque sobre o exército muçulmano, capturando a cidade de Goa em 1510, que se tornaria a capital do Estado Português da Índia. Como a vitória foi em 25 de novembro, dia dedicado a Santa Catarina de Alexandria, a obra foi dedicada a ela.
Foi encomendado pelo governador Jorge Cabral a construção de um templo maior em 1552 sobre as ruínas de uma estrutura anterior, provavelmente uma mesquita. A atual construção começou em 1562, sob o reinado de Dom Sebastião de Portugal, após a elevação à dignidade de arquidiocese metropolitana de Goa. A catedral foi concluída em 1619 e consagrada em 1640.

## Arquitetura
O estilo arquitetônico da Catedral é maneirista, comum na época nas localidades portuguesas. O exterior apresenta características toscanas e o interior, coríntias. A nave tem 76 metros de comprimento, 55 metros de altura e o frontispício tem 35 metros. A fachada, com três portais, possui uma só torre, a da esquerda, pois a da direita foi destruída durante uma tempestade em 1766 e não foi mais reconstruída.
É uma igreja de planta em cruz latina. Todo o edifício foi construído em laterite e posteriormente caiado. Apenas os elementos nobres da fachada, como portais, janelas e a edícula, foram executados em granito, trazido de Baçaim.

## Interior
A igreja é de três naves de igual altura, em forma de igreja-salão, coro alto e capelas laterais, transepto inscrito, cruzeiro delimitado por arcos torais e capela-mor profunda no prolongamento espacial da nave central, como outras catedrais portuguesas da época, como as Sés de Miranda do Douro (começada em 1552), Leiria (começada em 1559), e Portalegre (começada em 1556).
A torre da Sé abriga um grande sino conhecido como o "Sino de Ouro", devido ao seu rico tom. Diz-se que é o maior em Goa, e um dos melhores do mundo. O altar principal é dedicado à Catarina de Alexandria, e existem várias pinturas antigas dos dois lados da mesma. À direita existe uma capela, da Cruz dos Milagres, onde diz-se ter aparecido uma visão de Cristo em 1919. Há seis grandes painéis, em que cenas da vida de Santa Catarina estão esculpidos. Existe um enorme retábulo dourado acima do altar-mor.  
A Sé abriga também uma pia batismal feita em 1532, que foi utilizado por São Francisco Xavier, o santo padroeiro de Goa, para batizar vários goeses convertidos.

## Galeria

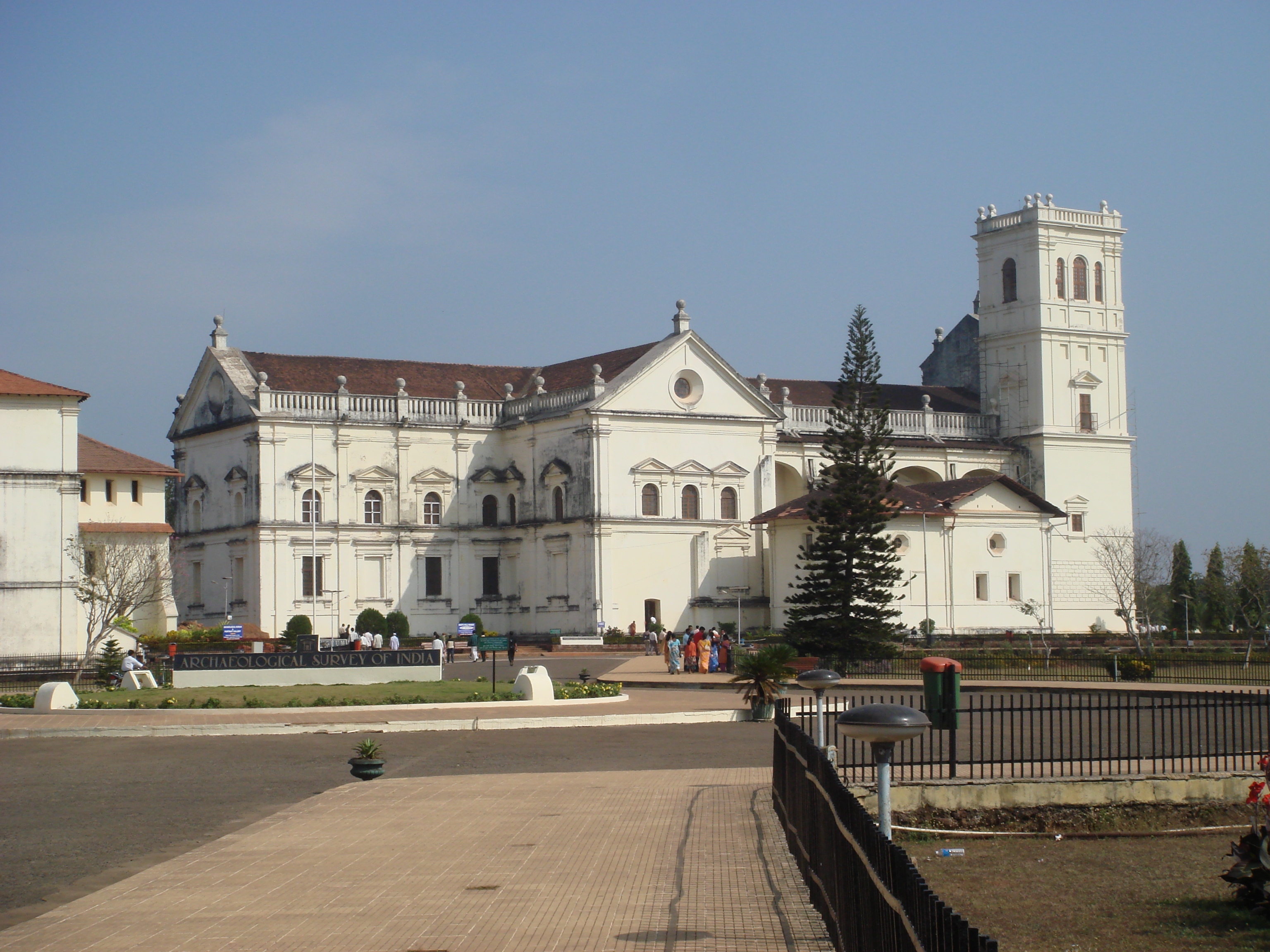
Lateral da Catedral
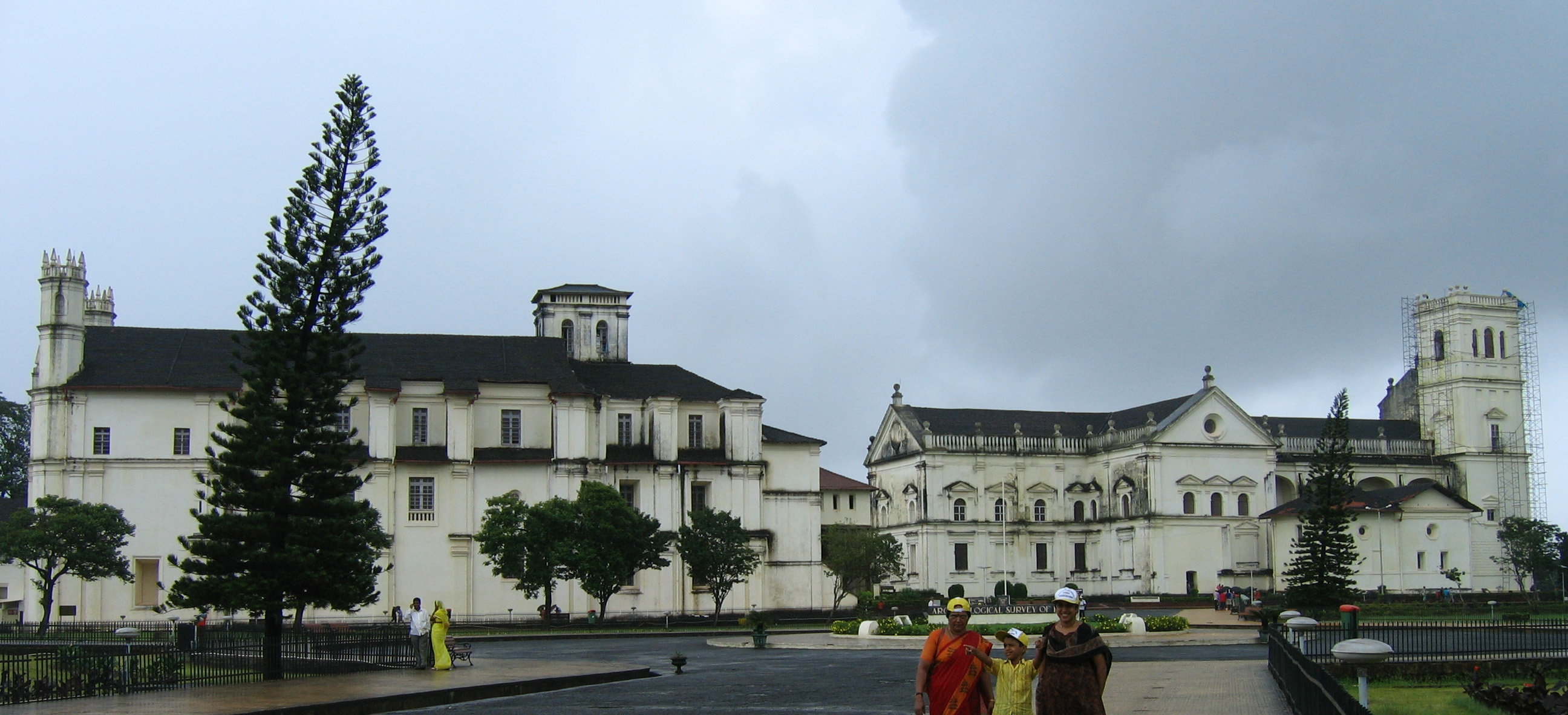
Visão do conjunto da Catedral, que inclui a Igreja e Convento de São Francisco
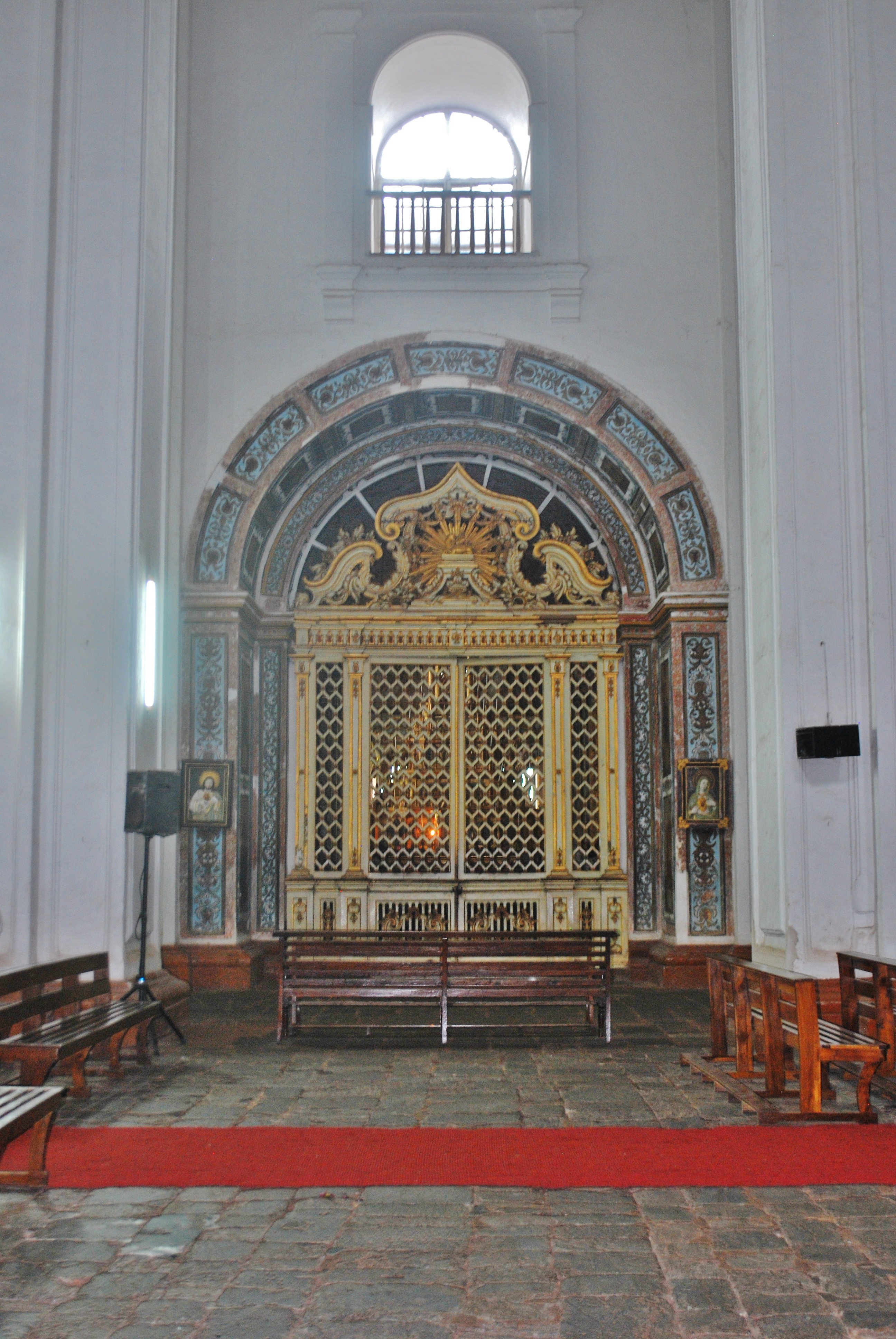
Uma das capelas no interior da Catedral
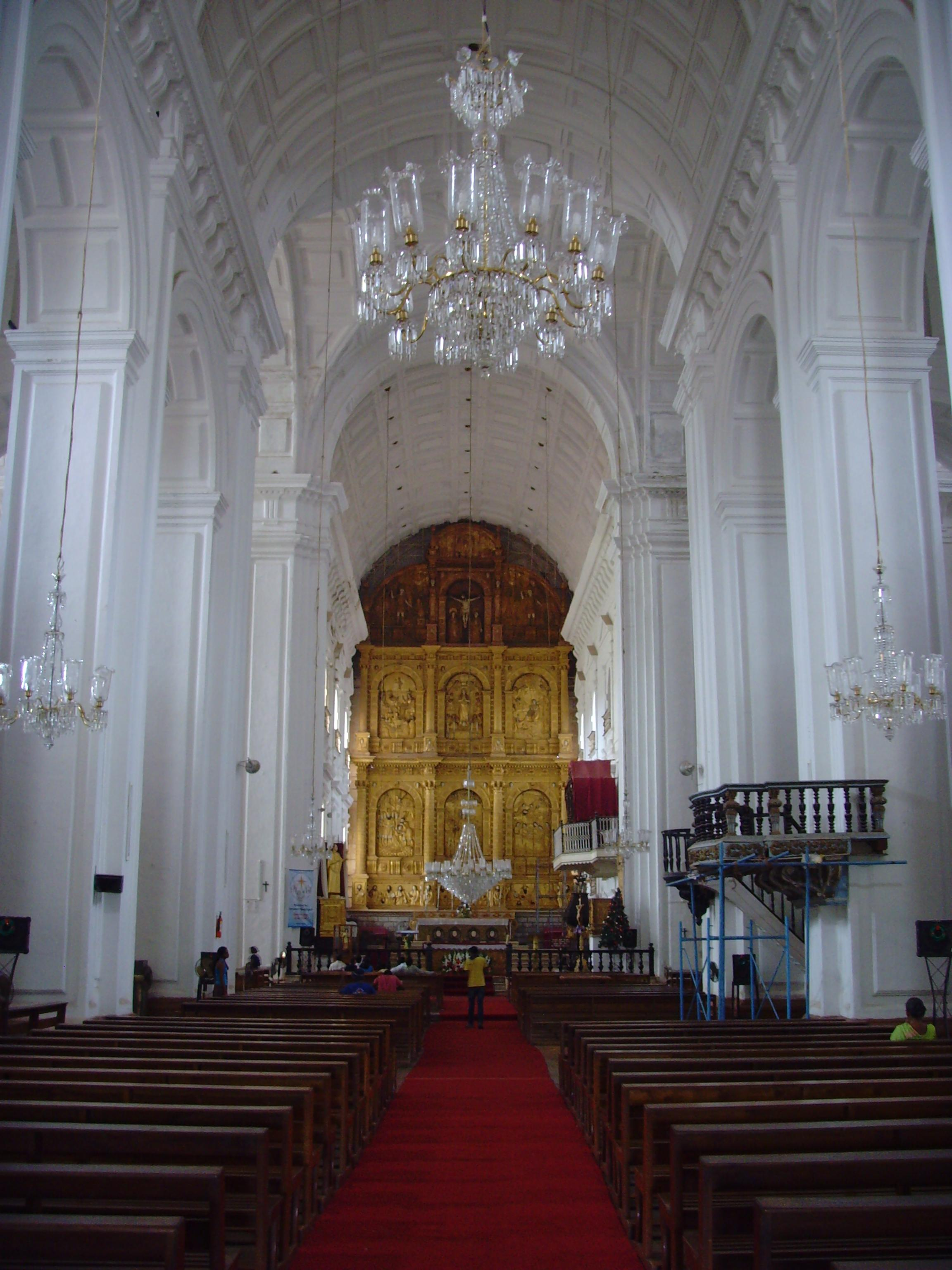
Vista interior, ao fundo o altar-mor
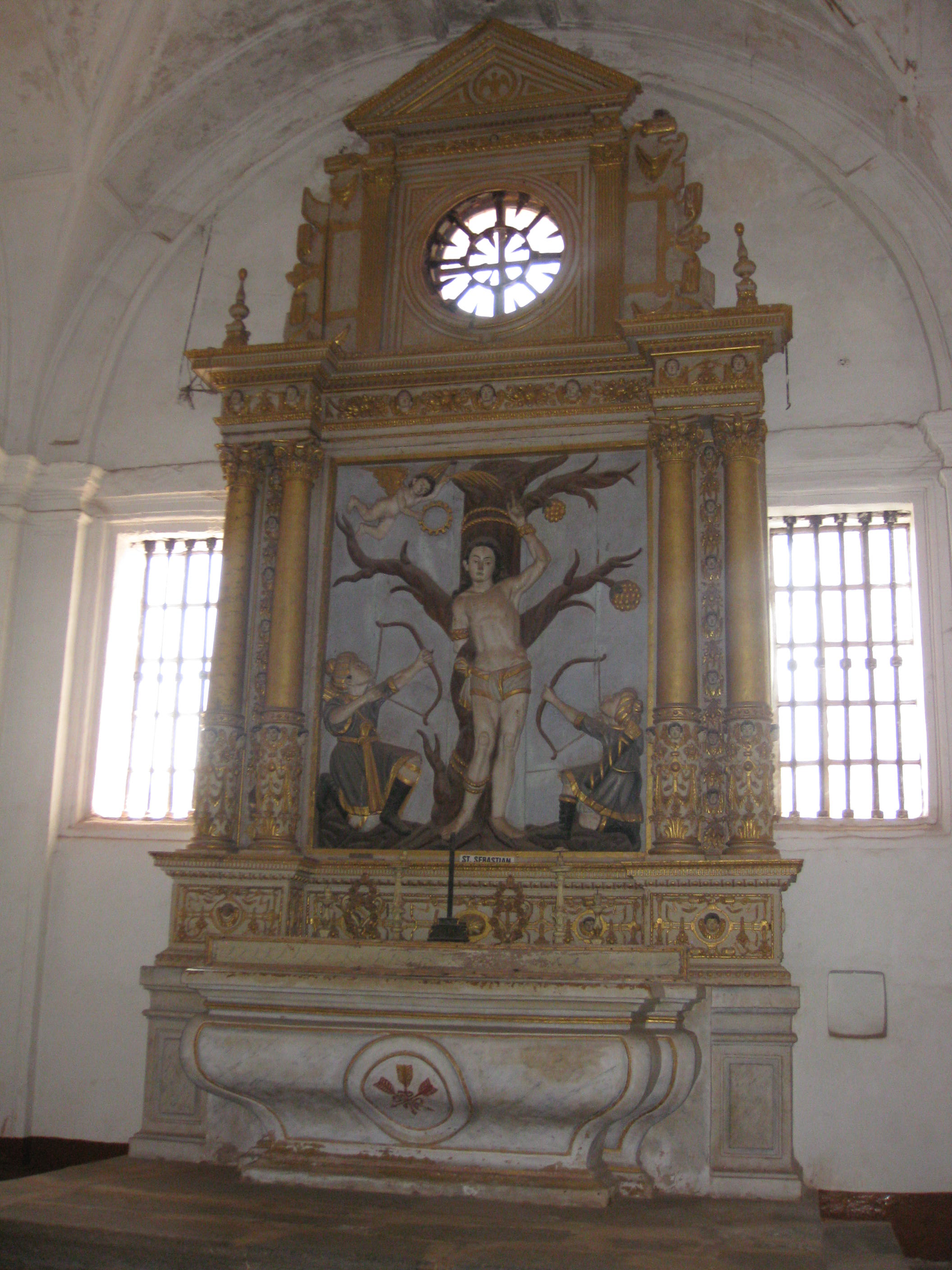
Pia batismal
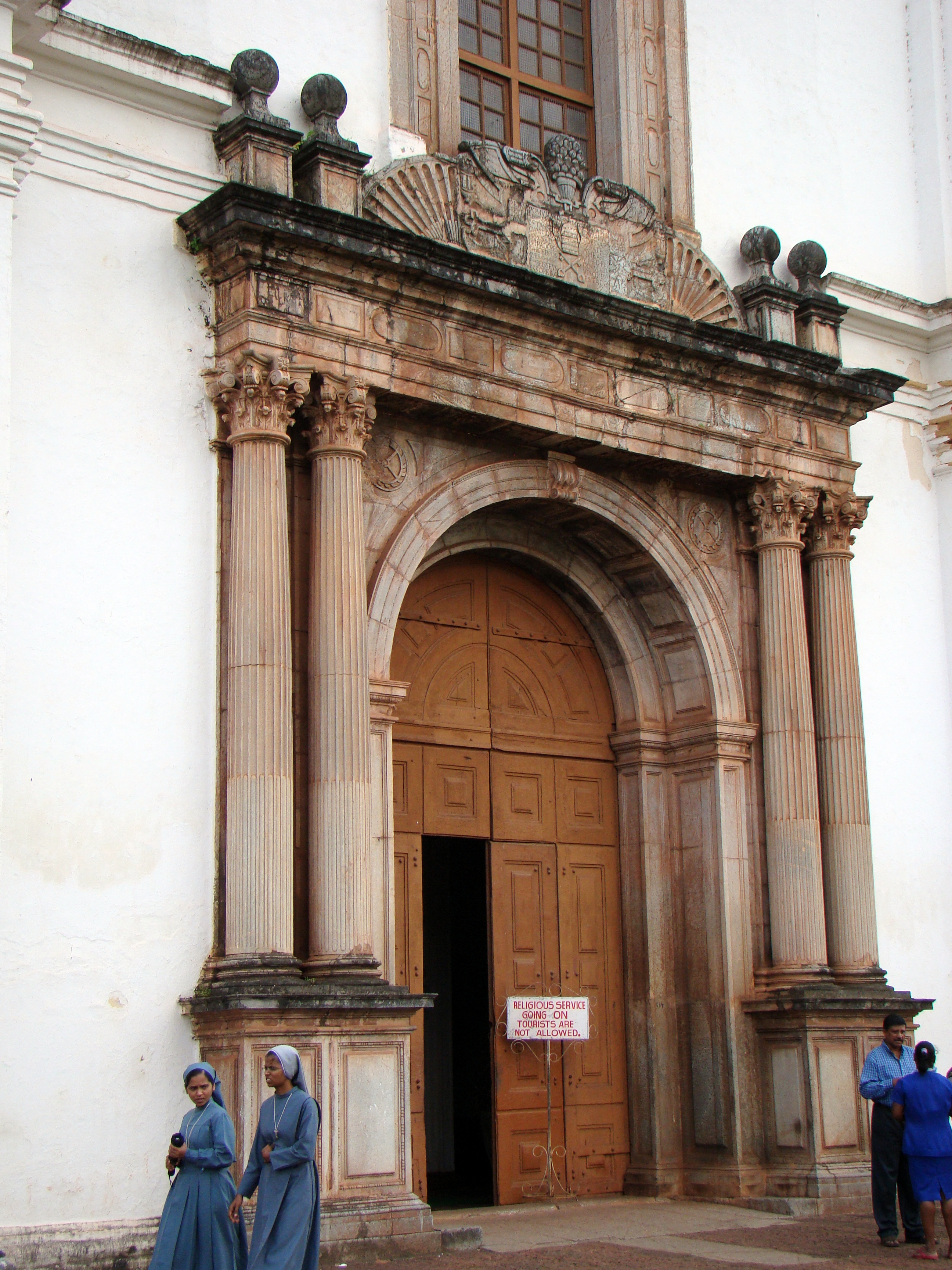
Detalhe do portal da Sé